# Cyaniris amurensis
Cyaniris amurensis är en fjärilsart som beskrevs av Tutt 1909. Cyaniris amurensis ingår i släktet Cyaniris och familjen juvelvingar. Inga underarter finns listade i Catalogue of Life.